# Korreltjespeermos
Korreltjespeermos (Pohlia camptotrachela) is een mossoort uit de sterrenmosfamilie (Mniaceae). Het groeit op lemig of fijn zand.

## Determinatie
Korreltjespeermos kan voorlopig in het veld worden herkend aan zijn talrijke zeer kleine, ovaalvormige bolletjes. Na zware regenval, die ze van de planten afslaat, kunnen er minder dan 10 per bladoksel zijn, maar de grootte en vorm van de bolletjes zijn kenmerkend. De soort heeft slechts twee of drie bladprimordia per bolletje en ze zijn eencellig.

## Ecologie
Korreltjespeermos groeit op open plaatsen op vochtig grind en zand, soms op klei.

## Verspreiding
Korreltjespeermos komt voor in Europa, Noord-Amerika en Japan, vooral in de gematigde zone. In Nederland komt het vrij zeldzaam voor. Het staat niet op de rode lijst en is niet bedreigd. Van de soort zijn slechts twee vindplaatsen bekend van voor 1950 en het lijkt zich (evenals bolletjespeermos) relatief sterk te hebben uitgebreid ten opzichte van de al voor 1950 vrij algemene gewoon broedpeermos. Het verspreidt zich (evenals bolletjespeermos en in tegenstelling tot gewoon broedpeermos) bij ons uitsluitend vegetatief, wat de langzame uitbreiding verklaart. Korreltjespeermos komt vooralsnog alleen voor in de Pleistocene districten en het op de Friese wouden aansluitende Laagveendistrict.

## Fotogalerij

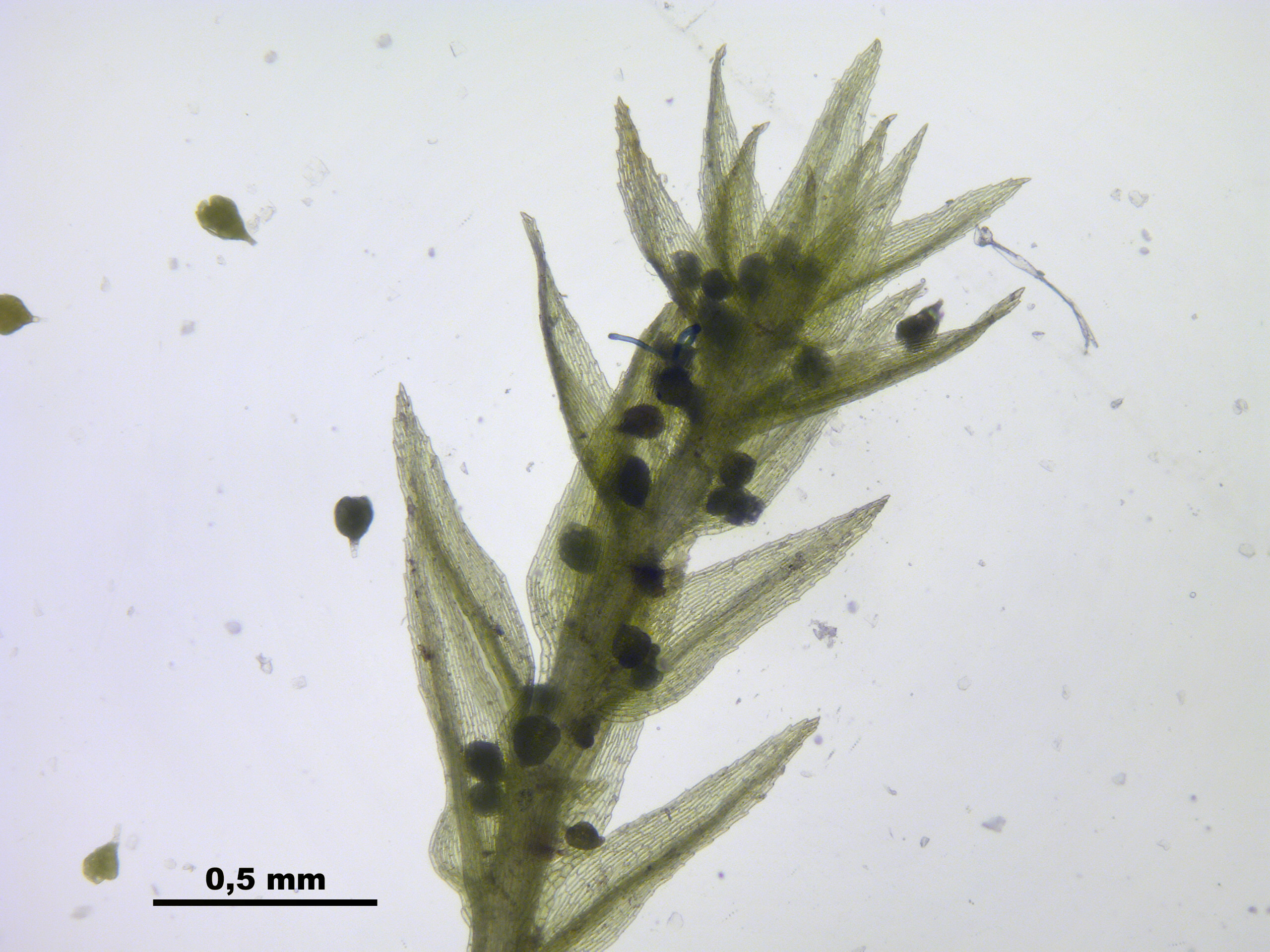
Bladeren
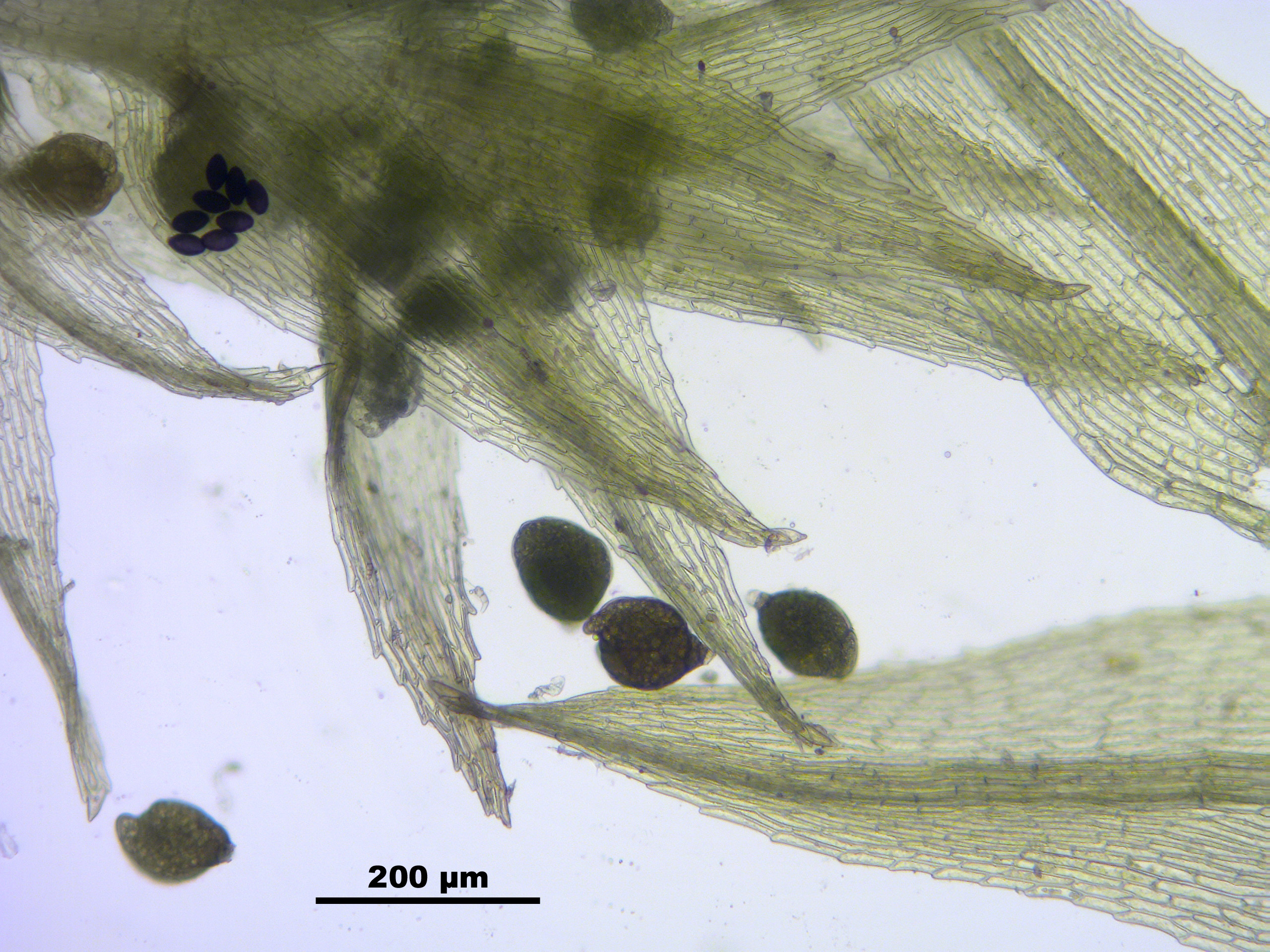
Bladeren en broedlichamen
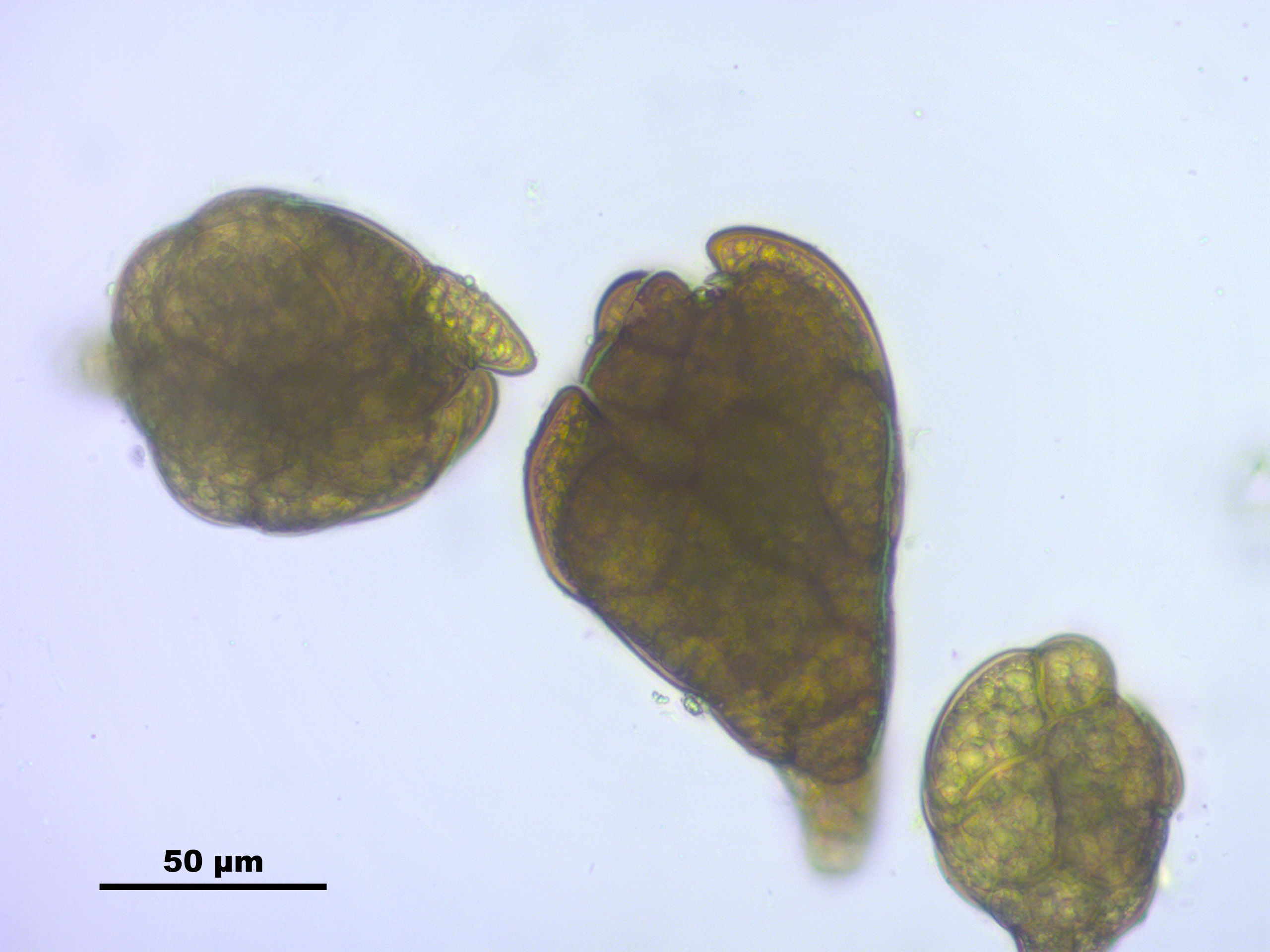
Broedlichamen
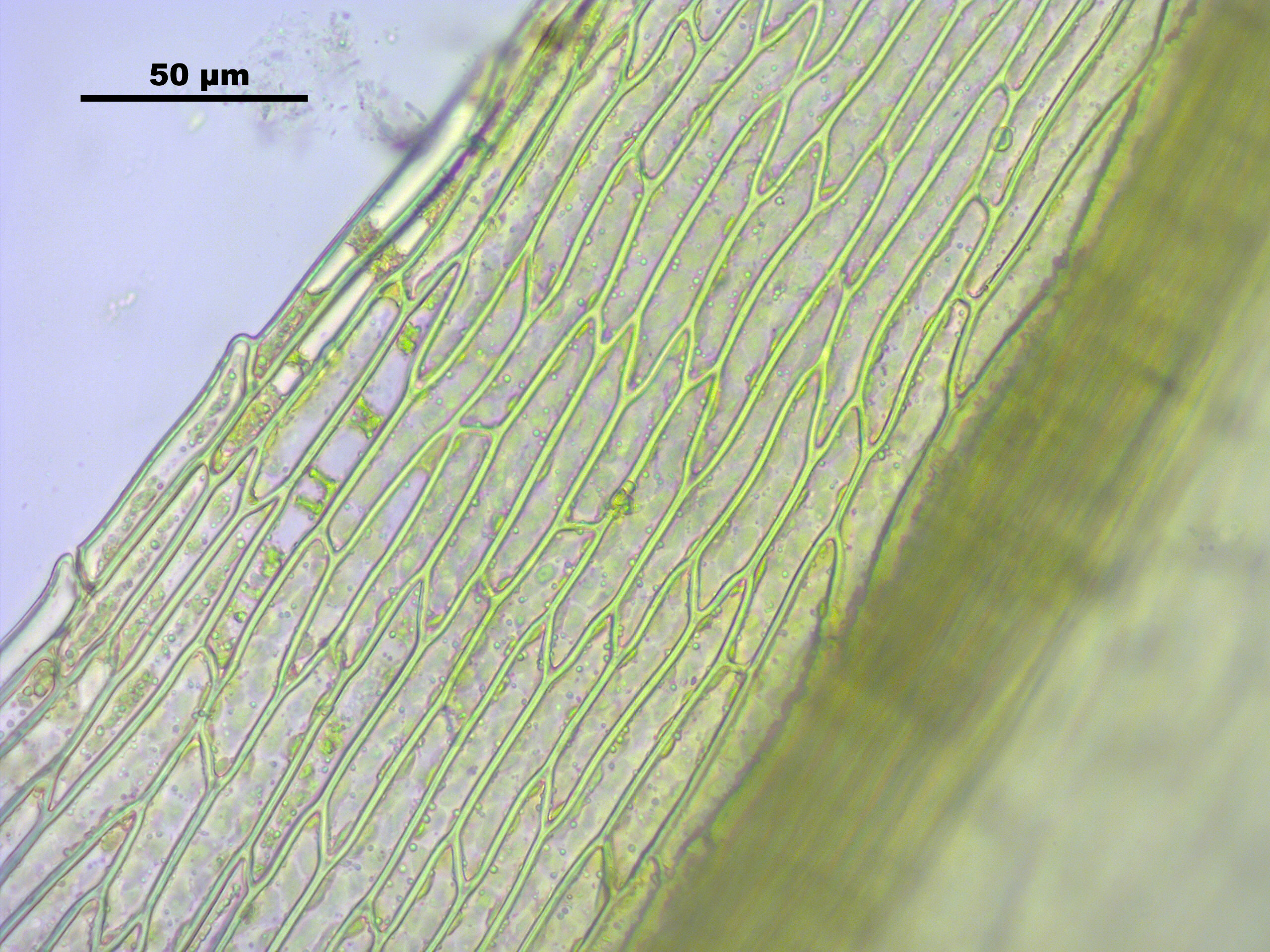
Bladcellen